# Handleyomys
Handleyomys és un gènere de rosegadors de la família dels cricètids i la tribu dels orizominis. Viuen des de Centreamèrica fins a Colòmbia i altres parts del nord de Sud-amèrica. El gènere fou descrit el 2002 amb dues espècies colombianes (H. fuscatus i H. intectus) que anteriorment es classificaven als gèneres Aepeomys i Oryzomys, però el 2006 s'hi afegí l'anomenat grup Oryzomys alfaroi en descobrir-se que els membres d'aquest grup eren més propers a Handleyomys que a la resta d'espècies d'Oryzomys. Tanmateix, la situació podria tornar a canviar si es descriuen nous gèneres com a part de la revisió taxonòmica d'aquests animals que s'està duent a terme.